# 千元马克禁令
千元马克禁令（德語：Tausend-Mark-Sperre）是纳粹德国政府于1933年5月29日对奥地利施加的经济制裁令，该禁令于1933年7月1日生效。自此德国公民需在前往或途径奥地利国境之前向德国政府缴纳1000元帝国马克费用。缴费记录备注于护照上，因此很容易查验。类似地，由于欧洲各国普遍会在外国人再度入境时要求办理签证，绕行他国后再秘密入境奥地利的手段也会被立即识破。
该禁令的目的是削弱奥地利经济，而奥地利经济在当时已经高度依赖旅游业了。1936年7月11日，德奥达成《七月协定》后，该禁令被解除。